# Schlacht bei Paris
Frühjahrsfeldzug 1813
Lüneburg – Möckern – Halle – Großgörschen – Gersdorf – Bautzen – Reichenbach – Nettelnburg – Haynau – Halberstadt – Luckau
Herbstfeldzug 1813

Großbeeren – Katzbach – Dresden – Hagelberg – Kulm – Dennewitz – Göhrde – Altenburg – Wittenberg – Wartenburg – Liebertwolkwitz – Leipzig – Torgau – Hanau – Hochheim – Danzig
Winterfeldzug 1814

Épinal – Colombey – Brienne – La Rothière – Champaubert – Montmirail – Château-Thierry – Vauchamps – Mormant – Montereau – Bar-sur-Aube – Soissons – Craonne – Laon – Reims – Arcis-sur-Aube – Fère-Champenoise – Saint-Dizier – Claye –  Paris
Sommerfeldzug von 1815

Quatre-Bras – Ligny – Waterloo – Wavre – Paris
Die Schlacht bei Paris, auch Schlacht auf dem Montmartre, fand am 30. März 1814 östlich von Paris statt. Sie war die letzte Schlacht des Winterfeldzuges 1814, aber nicht die letzte Schlacht der Napoleonischen Kriege. Im Ergebnis führte sie zur Besetzung von Paris durch die Koalitionsarmee am 31. März 1814 und zur Abdankung Napoleons.

## Vorgeschichte
Nach der Schlacht bei Arcis-sur-Aube am 20. und 21. März 1814 verfolgte die Böhmische Armee der Koalitionstruppen ihre Gegner nach Norden bis Vitry-le-François. Dort kam es am 23. März 1814 zu einem Gefecht mit Teilen der französischen Nachhut, das von den Koalitionstruppen erfolgreich geführt wurde. Sie eroberten 22 Geschütze und machten 500 Gefangene. Napoleon setzte sich aber mit dem Gros seiner Truppen weiter nach Osten bis Saint-Dizier ab.
Kaiser Franz II. von Österreich begab sich mit seiner Begleitung, bei der sich auch Fürst Metternich befand, nach Dijon und gab damit seinem Oberkommandierenden Schwarzenberg freie Hand für die nächsten Operationen. Zar Alexander I. und sein enger persönlicher Freund und politischer Schatten, der König von Preußen Friedrich Wilhelm III., blieben bei der Böhmischen Armee.
Den Koalitionstruppen, die nun zwischen Paris und den napoleonischen Truppen standen, gelang es, mehrere Kuriere abzufangen, sowohl solche, die aus Paris zu Napoleon gesandt worden waren, als auch solche, die in der entgegengesetzten Richtung unterwegs waren. Am 23. März 1814 wurde ein Kurier festgenommen, der einen persönlichen Brief Napoleons an seine Gattin Marie-Louise, die Tochter Franz’ II. von Österreich, bei sich führte. In diesem Brief gab Napoleon offen seine Absichten preis und schrieb: „Ich habe mich entschlossen, mich der Marne und ihrer Umgebung zu nähern, um sie [die Böhmische Armee] von Paris abzuziehen“. Damit wusste die Führung der Koalitionstruppen, dass Napoleon nicht beabsichtigte, Paris zu decken.
Zar Alexander erfuhr am 24. März 1814 vom Inhalt dieses Briefes und rief daraufhin seine Marschälle zu einer Beratung zusammen. Man einigte sich darauf, diese Gelegenheit zu nutzen und nach Westen zu ziehen, um Paris zu nehmen. In diesem Sinne informierte man den König von Preußen und den Oberbefehlshaber Fürst Schwarzenberg. Beide stimmten ohne Vorbehalt zu, und es erging der Befehl an beide Koalitionsarmeen, die Schlesische Armee unter Blücher und die Böhmische Armee unter Schwarzenberg, nach Westen zu marschieren und sich vor Paris zu vereinen.
Schwarzenberg ordnete die Kavallerie und die berittene Artillerie des Korps Wintzingerode ab, um Napoleon zu folgen und die Koalitionsarmeen nach Osten zu decken. Die französische Armee zog bis in die Gegend von Wassy südlich von Saint-Dizier. Napoleon war fest überzeugt, die Reiterei, die ihm folge, sei die Vorhut der Böhmischen Armee. Um diese zur Schlacht zu zwingen, kehrte er am 26. März nach Saint-Dizier zurück und stellt die Truppen Wintzingerodes im so genannten Gefecht bei Saint-Dizier. Wintzingerodes Reiter erlitten erhebliche Verluste und mussten sich nach Norden bis Bar-le-Duc zurückziehen.
Am 25. März setzte sich die Böhmische Armee auf Paris in Bewegung und traf schon am Morgen auf das Korps Marmont und die Junge Garde unter Mortier, die ihrerseits nach Osten zogen und Befehl hatten, sich mit den napoleonischen Truppen bei Saint-Dizier zu vereinigen. Es entwickelte sich die Schlacht bei Fère-Champenoise, in der die französischen Truppen geschlagen und nach Westen auf Paris abgedrängt wurden. Dadurch trafen sie noch rechtzeitig zur Verteidigung vor Paris ein, und genau die Reste dieser beiden Korps bildeten das Gros der Mannschaften, die Paris am 30. März 1814 blutig verteidigten.
In der Nacht vom 26. auf den 27. März 1814 nahmen Truppen der Schlesischen Armee bei La Ferté-sous-Jouarre an der Marne 2000 Franzosen in einem Nachtgefecht gefangen. Am folgenden Tag versuchten weitere 10.000 Franzosen, die Schlesische Armee zwischen La Ferté-sous-Jouarre und Meaux aufzuhalten, wurden aber von preußischen Truppen unter Horn vertrieben. Bei Claye-Souilly wurde das Korps Mortier von preußischen Truppen unter Yorck angegriffen und weiter zurückgetrieben. Das russische Korps Rajewski erreichte an diesem Tage Bondy.
Am 28. März 1814 standen die ersten Korps der Schlesischen Armee vor Paris, mussten dort aber einen Tag warten, um auf das Gros der Böhmischen Armee, insbesondere auf die russische Garde zu warten. Dieser eine Tag Verzögerung genügten den französischen Korps unter Marmont und Mortier, um Paris am 29. März 1814 vor den Koalitionstruppen zu erreichen und die Verteidigung von Paris zu organisieren.
Am 29. März 1814 verließ Napoleons Gemahlin Marie-Louise um 10:00 Uhr Paris und begab sich mit den Napoleon ergebenen Ministern nach Blois kurz vor Tours an der Loire. 1500 Gardisten begleiteten sie und fehlten dann bei der Verteidigung von Paris. In Paris verblieben Talleyrand und Napoleons ältester Bruder Joseph Bonaparte, der frühere König von Neapel und von Spanien und derzeit Bevollmächtigter Napoleons in Paris (Lieutenant général de l’Empire). Joseph versuchte durch eine Proklamation an die Bürger von Paris deren Widerstandswillen zu stärken. Später richtete er sein Hauptquartier auf dem Montmartre ein, nahm aber bis zu seiner Flucht auf die militärischen Ereignisse keinen Einfluss.

## Topographie des Gefechtsfeldes
Die Schlacht am 30. März 1814 fand statt in dem Gebiet östlich und nördlich von Paris vom Zufluss der Seine in das Stadtgebiet im Südosten bis zum Abfluss der Seine im Norden. Dieses Gebiet ist heute bis auf den Park von Belleville vollständig überbaut und gehört entweder zu Paris oder zu einem seiner Vororte. Auch 1814 war das Gebiet bereits stark bebaut und bot den Verteidigern viele Möglichkeiten, Deckung zu finden.
Im Süden des Gefechtsfelds befinden sich Park und Schloss Vincennes mit den teilweise festungsähnlichen Anlagen des Schlosses von Vincennes. Nördlich daran schließt sich eine Hügellandschaft an mit dem Hügel von Belleville, die nach Norden steil und teilweise felsig gegen flaches Land abfällt. Knapp nördlich fließt der Canal de l’Ourcq, der damals wie heute Paris mit Wasser versorgt und der im Becken von La Villette unmittelbar vor dem Barriere de Pantin genannten Tor zur Stadt endet. Dieser Kanal teilt das Gefechtsfeld in zwei Teile und konnte 1814 nur bei dem östlich gelegenen Ort Pantin, der damals noch ein Dorf war, überquert werden. Nördlich der Barriere de Pantin liegt die Vorstadt La Villette. Weiter westlich, nördlich der Stadt erhebt sich der Montmartre.
Die weitaus heftigsten Kämpfe ereigneten sich in dem Dreieck, das begrenzt wird vom Canal de l’Ourcq im Norden, dem Rand der Hügel bei Belleville im Süden und Pantin im Osten. Die westliche Spitze dieses Dreiecks war die Barriere de Pantin mit ihrem Tor zur Stadt. Auf diesem Gebiet erlitten die Koalitionstruppen die Hälfte ihrer beträchtlichen Verluste.

## Die Vorbereitungen der Verteidiger
In Paris stand 1814 keine Garnison, so dass nur geringe Truppen aus der Umgebung zusätzlich zur Verteidigung herangezogen werden konnten, etwa 6.000 Mann. Allerdings stieß eine unbekannte, aber nicht geringe Zahl an Freiwilligen und Veteranen zu den regulären Truppen. So wurde die Brücke bei Charenton von Veteranen und den Schülern der École Vétérinaire de Maisons-Alfort (École nationale vétérinaire d’Alfort) verteidigt, von denen 150 bei einem einzigen Angriff der Österreicher fielen. Zwei Batterien (28 Geschütze) der Artillerie-Reserve bei dem kleinen Fort von Vincennes sollten die Schüler der École polytechnique bedienen. Sie verloren die Geschütze jedoch nach der ersten Attacke der Württemberger.
Sehr wichtig für die Verteidiger war der Umstand, dass die Magazine von Paris reichlich gefüllt waren mit Kriegswerkzeug: Es stand eine große Zahl Geschütze und ausreichend Munition zur Verfügung. Da Marschall Marmont gelernter Artillerist war, verstand er es, diese Geschütze in kurzer Zeit günstig und noch gut gedeckt zu positionieren. Gerade das beschriebene Geländedreieck westlich von Pantin wurde von drei Seiten von französischer Artillerie bestrichen. Es wurde geschätzt, dass es Marmont gelang, 140 Geschütze (10 Batterien) aus Paris heraus ins Gefecht zu bringen. Napoleon behauptete später, in Paris wären mehr als 200 Geschütze gewesen und ein enormer Vorrat an Munition.
Die französischen Truppen hatten sich das Gelände aufgeteilt: Das Korps Marmont verteidigte südlich des Canal de l’Ourcq, Mortier befehligte nördlich davon. Ganz im Norden, westlich des Montmartre, positionierte sich die neu geschaffene Nationalgarde. Es war aber möglich, dass Truppenteile durch das Stadtgebiet von einer Seite zur anderen wechselten.

## Der Verlauf der Schlacht

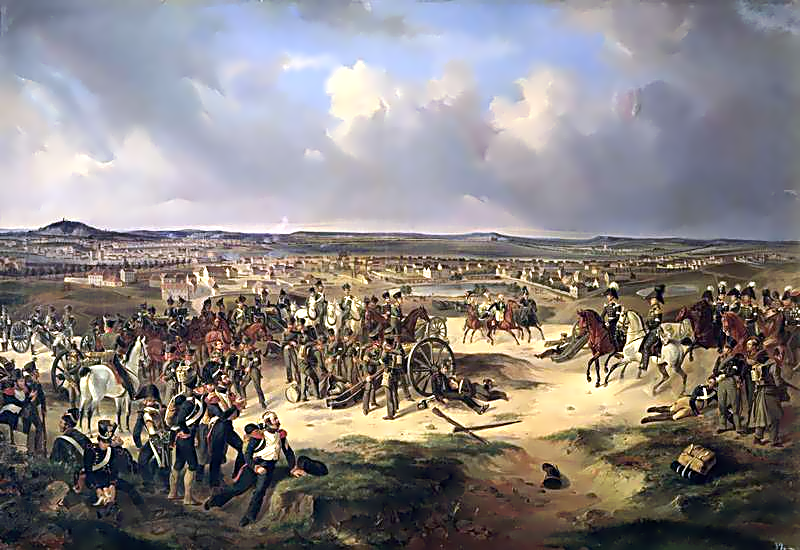
Schlacht bei Paris 1814, Gemälde von Bogdan Pawlowitsch Willewalde 1834

### Der Morgen bis 11:00 Uhr
Nicht zum ersten Male wurden Schwarzenbergs Tagesbefehle am Abend des 29. März 1814 sehr spät fertig. Nicht vor 23:00 Uhr wurden sie den Kurieren übergeben. Diese mussten im Dunkel der Nacht in unbekanntem Gelände die Kommandeure suchen, an die sie adressiert waren. Einige Truppenteile erhielten ihre Befehle für den 30. März erst am frühen Morgen zu einem Zeitpunkt, als sie schon zum Gefecht hätten antreten sollen. Als Folge trafen die Korps der Schlesischen Armee im Norden mit wenigstens vier Stunden Verspätung ein und das Korps des Kronprinzen Wilhelm von Württemberg ging noch deutlich später im Süden ins Gefecht.
Die einzigen Koalitionstruppen, die pünktlich um 6:00 Uhr von Osten vorgingen, waren das russische Korps unter Rajewski und dahinter die russische Garde unter Barclay de Tolly. Pantin wurde gegen ersten französischen Widerstand bis 7:00 Uhr eingenommen, aber der Versuch, das unbesetzte, weiter östlich, aber auch höher gelegene Romainville vor den Franzosen einzunehmen, scheiterte zunächst. Erst nach stundenlangen Kämpfen konnte Romainville mit Unterstützung russischer Grenadiere gegen 10:00 Uhr besetzt werden. Weiterer Fortschritt wurde bis 11:00 Uhr nicht erzielt, im Gegenteil drohten beide Dörfer unter der Wirkung französischer Artillerie, die den Koalitionstruppen ständig Verluste zufügte, wieder verloren zu gehen.
Um 10:00 Uhr erreichte die Vorhut der Schlesischen Armee das Gelände nördlich des Canal de l’Ourcq vor La Villette und konnte einige Truppen über die Kanalbrücke zur Unterstützung nach Pantin abgeben.

### Der Mittag von 11:00 Uhr bis 14:00 Uhr
Um 11:00 Uhr ergingen durch Marschall Barclay de Tolly folgende Befehle:
Die erste russische Grenadierdivision solle über Romainville hinaus auf Belleville vorgehen, die zweite russische Grenadierdivision soll die Höhen zwischen Romainville und Montreuil, nördlich des Bois de Vincennes, besetzen und die preußische Garde unter Oberst Alvensleben sollte die Truppen in Pantin unterstützen. Die russische Garde wurde als Reserve zurückgehalten.
Die preußischen Garden, die seit dem 2. Mai 1813, der Schlacht bei Großgörschen, nicht mehr im Gefecht gewesen waren, trafen gegen 12:00 Uhr in Pantin ein. Die Stabsoffiziere der russischen Division, die zu dieser Zeit Pantin hielten, warnten den Oberst Alvensleben vor dem cul-de-sac (Sackgasse) zwischen Pantin und der Barriere de Pantin, der von drei Seiten von französischer Artillerie beschossen werden konnte. Oberst Alvensleben sandte trotz der Warnung zwei Bataillone dorthin vor. Die französischen Truppen gingen hinter den verstreut liegenden Gehöften und Häusern von Les Maisonette in Deckung und ihre Artillerie nahm die Preußen, wie vorherzusehen war, von drei Seiten unter Beschuss. Die Preußen versuchten zu entkommen, aber von 1800 Gardisten, die vorgegangen waren, kamen nur 150 nach Pantin zurück. Der Oberst Alvensleben schickte sofort die nächsten Gardisten in den cul-de-sac vor, aber diesmal die doppelte Zahl, vier Bataillone. Diese gingen ebenso ungedeckt voran und wurden auf 80 Schritt Entfernung von den französischen Geschützen vor der Barriere de Pantin unter Beschuss genommen. Das war zu kurz; einigen Gardisten gelang es, die Entfernung zu überwinden und die Geschütze, eine ganze Batterie (14 Geschütze), zu nehmen und zum Schweigen zu bringen. Es blieb aber der ungeminderte Beschuss von Süden und Norden, der die Gardisten ihrerseits zwang, in den umliegenden Häusern und Gehöften Deckung zu suchen. Dort saßen sie noch drei Stunden fest, während ihre Zahl durch die Wirkung des Artilleriebeschusses zusammenschmolz. Diese Aktionen der Preußen zwischen 12:00 Uhr und 14:00 Uhr trug ein Viertel zu den Gesamtverlusten der Koalitionstruppen bei, ohne den Ablauf des Tages in entscheidender Weise zu beeinflussen.
Der Oberst Alvensleben traf noch zwei Maßnahmen: Zuerst sandte er eine einzige Kompanie Gardejäger unter Hauptmann Nayhauß auf die Höhen im Süden, um die dort bei Le Pré-Saint-Gervais positionierten französischen Geschütze zu bekämpfen. Diese gut ausgebildeten Schützen zeigten, dass es auch möglich war, Artillerie erfolgreich aus der Distanz zu bekämpfen. Sie dezimierten zunächst die Bedienungsmannschaft und nahmen dann die 10 Geschütze. Gegen den Artilleriebeschuss aus dem Norden waren die Preußen hingegen hilflos, weil sie den Canal de l’Ourcq nicht überqueren konnten.
Die zweite Maßnahme des Oberst Alvensleben bestand darin, dass er mehrfach seinen kommandierenden Marschall Barclay de Tolly um Kavallerie zur Unterstützung bat – jedoch jedes Mal vergebens. Barclay de Tolly, der in russischen Diensten stand, kannte seinen Zaren gut und hütete sich, die schönen Pferde der russischen Gardekavallerie ins Gefecht zu senden.
Ab 12:00 Uhr traf nach und nach das Gros der Schlesischen Armee vor Paris ein. Diese kam aus Osten und benötigte noch Stunden, um die vorgegebenen Einsatzgebiete zu erreichen. Größere Kontingente traten nicht vor 14:00 Uhr in den Kampf ein. In dieser Zeit wurden sie von den französischen Truppen bereits mit Artillerie beschossen. Die Koalitionstruppen brachten dagegen die eigene Artillerie zum Einsatz. Die französische war jedoch wesentlich genauer und wirkungsvoller. Nicht wenige Geschütze der Koalitionstruppen gingen durch Artillerietreffer verloren. Auch hier machte man die Erfahrung, dass Scharfschützen die effizienteste Waffe gegen die Artillerie waren.
Marschall Blücher war an diesem Tage unpässlich. Eine heftige Augenentzündung zwang ihn, sich vor dem Tageslicht zu schützen. Er verbrachte den Nachmittag in einer geschlossenen gelben Kutsche auf einem Hügel bei Aubervilliers. Ohne eigenen sinnfälligen Eindruck vom Verlauf der Schlacht konnte er kaum Einfluss darauf nehmen.
Gegen 13:00 Uhr war auch vom Montmartre die Masse der eintreffenden Truppen zu erkennen. Joseph Bonaparte stellte nun zwei Vollmachten an die Marschälle Marmont und Mortier aus, die sie legitimierten, Waffenstillstandsverhandlungen zu führen. Er verließ dann sofort Paris und reiste der Kaiserin nach.

### Der Nachmittag von 14:00 Uhr bis 18:00 Uhr
Um 14:30 Uhr traf das Korps des Kronprinzen Wilhelm von Württemberg im Süden vor dem Bois de Vincennes ein. Es bildete zwei Kontingente: Die Württemberger besetzten den Park und die Österreicher gingen südlich davon entlang der Marne und Seine vor. Das nachfolgende Korps Gyulay traf erst um 16:30 Uhr ein und nahm an den Kampfhandlungen kaum mehr teil.
Um 15:00 Uhr ordnete Marschall Barclay de Tolly an, dass die russischen Truppen auf den Höhen vor Belleville vorzurücken hätten. Zur gleichen Zeit sollten preußische Truppen La Villette und die dort erfolgreich operierenden Geschütze angreifen. Dem Marschall standen aber keine Karten der Gegend zur Verfügung, und es war seinen Offizieren unbekannt, ob der Angriff nördlich oder südlich des Canal de l’Ourcq erfolgen müsse. So wurden die Truppen über die Brücke bei Pantin hin und her geschickt, bis es zu einem Angriff auf der Nordseite kam. Dieser wurde von einem Ausfall der französischen Truppen aus La Villette beantwortet. In dem folgenden Gefecht waren es die preußischen Leibhusaren (Oberstleutnant Stoeßel), die die bei La Villette stehende Batterie nahmen und es damit der preußischen Garde ermöglichten, weiter auf die Barriere de Pantin vorzurücken.
Um 15:30 Uhr fragte Marschall Marmont bei Mortier um Unterstützung nach, die dieser nicht geben konnte. Mortier seinerseits bat Schwarzenberg durch einen Boten um einen Waffenstillstand von 24 Stunden; dieser lehnte ab und verlangte im Gegenzug die Kapitulation der französischen Truppen. Diese lehnte Mortier zu diesem Zeitpunkt ab, man verständigte sich aber zu Verhandlungen in einem Hause vor der Barriere de Saint-Denis. Dort trafen sich die beiden Marschälle von Frankreich und Vertreter der Koalitionstruppen, unter denen Preußen nicht vertreten war. Man einigte sich auf einen Waffenstillstand ab 17:00 Uhr, verhandelte aber weiter über die Kapitulation der französischen Truppen bis 02:00 Uhr am Morgen des 31. März 1814. Dann unterzeichneten die Marschälle von Frankreich die Kapitulation, die ihnen immerhin erlaubte, mit ihren Truppen aus Paris abzuziehen.
Der für 17:00 Uhr vereinbarte Waffenstillstand wurde unter den weit verstreuten Truppen erst langsam bekannt. Da an den Verhandlungen kein Vertreter Preußens beteiligt war, sah sich Marschall Blücher zunächst nicht daran gebunden und ließ zu, dass russische Truppen, die unter seinem Kommando standen, bis 18:00 Uhr den Montmartre erstürmten und besetzten.

## Wo war Napoleon?
Napoleon erfuhr am 27. März 1814 in Saint-Dizier vom Rückzug der Marschälle Marmont und Mortier auf Paris. Wenige Stunden später entschloss er sich, mit seinen Truppen ebenfalls nach Paris zu ziehen, allerdings nicht auf direktem Wege, sondern über Troyes nach Fontainebleau. Am 28. März erreichten ihn neue Nachrichten, die ihn beunruhigten. Am Morgen des 29. März trennte er sich von seinen Truppen und traf abends, nur begleitet von zwei Schwadronen der Gardekavallerie, in Troyes ein. Am 30. März um 10:00 Uhr ritt er weiter, musste jedoch unter Tages aus Erschöpfung in eine Kutsche wechseln, erreichte Fontainebleau und fuhr weiter auf der Straße nach Paris. Es war bereits Nacht, als ihm seine spanischen Dragoner und General Belliard, der 1813 noch sein Adjutant gewesen war, begegneten. Von ihnen erfuhr er den Ausgang der Schlacht und vom Waffenstillstand. Er verzichtete auf eine Weiterreise und kehrte nach Fontainebleau zurück.

## Die Tage danach

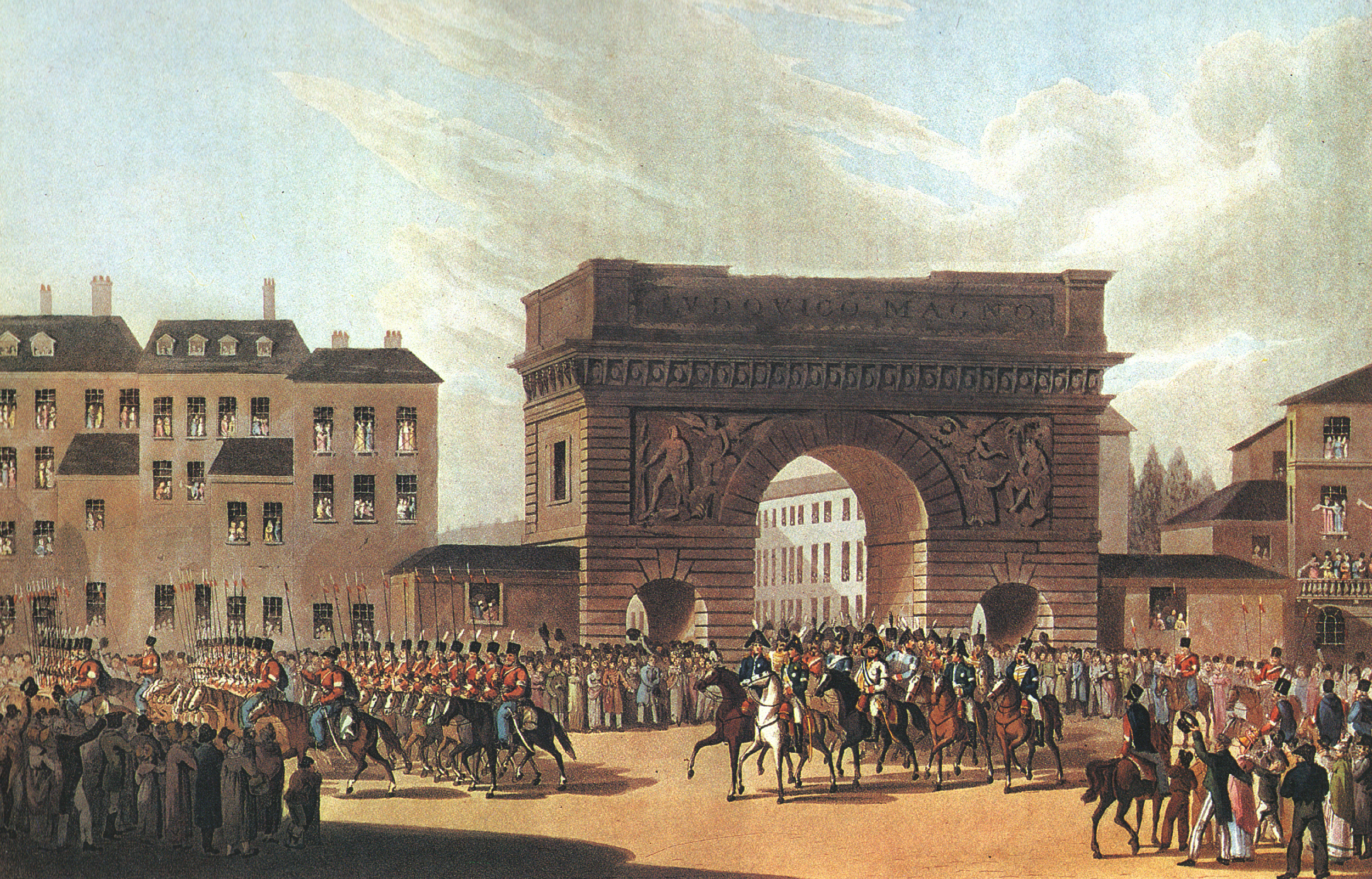
Einzug der russischen Truppen in Paris

Am 31. März um 11:00 Uhr zogen die Monarchen von Russland und Preußen in Paris ein und hielten eine Parade der Garden ab. Alle anderen Truppen durften Paris nicht betreten. Es wurde bekannt, dass Napoleon die ihm verbliebenen Truppen südlich von Paris zwischen Melun an der Seine und La Ferté-Alais an der Essonne sammele. Ihnen entgegen wurde das Gros der Koalitionstruppen südlich der Seine neu aufgestellt. Hierzu mussten diese um die Stadt herummarschieren. Feldmarschall Blücher war noch immer krank. Er wurde am 2. April 1814 von Barclay de Tolly als Oberbefehlshaber der Schlesischen Armee abgelöst. Am 3. April 1814 besetzte das Korps Bülow Versailles.
Am 4. April 1814 versammelte Napoleon seine Marschälle in Fontainebleau. Er wollte sie zum Angriff auf Paris an einem der nächsten Tage führen. Die Marschälle weigerten sich. Marschall Ney trat als Wortführer hervor und schilderte Napoleon die veränderte politische und militärische Lage. Er wagte es auch, Napoleon dessen Abdankung als einzigen Ausweg aus der aktuellen Lage vorzuschlagen. Napoleon war beeindruckt. Noch am selben Tage legte er schriftlich seine Abdankung zugunsten seines erst 1811 geborenen Sohnes nieder. Regentin sollte die Kaiserin Marie-Louise werden. Mit dieser Abdankungsurkunde sandte Napoleon die Marschälle Ney und MacDonald und General Caulaincourt als Unterhändler in das Hauptquartier der Koalition. Zar Alexander lehnte diese Abdankung zugunsten Napoleons Sohn ab, und es erging die Aufforderung an Napoleon, bedingungslos abzudanken.
Am 5. April 1814 verließ das Korps Marmont mit 10.000 Mann die französische Armee. Zwar gelang es Schwarzenberg nicht, wie am Vortage mit Marmont schriftlich vereinbart, dieses Korps in die Koalitionstruppen zu integrieren, weil unter den Mannschaften erhebliche Unruhe ausbrach, aber es konnte von Paris nach Norden fortgeführt werden.

Unbedingte Abdankung in Napoleons eigener Handschrift:
datiert vom 6. April 1814, aber noch ohne Unterschrift

Am 6. April 1814 sandte Napoleon seine Unterhändler wieder in das Hauptquartier der Koalition mit der Erklärung, zu einer bedingungslosen Abdankung bereit zu sein. Die folgenden Verhandlungen dauerten bis zum 11. April 1814. An diesem Tage wurde zu Paris von allen beteiligten Unterhändlern der Vertrag von Fontainebleau unterzeichnet. Spätestens an diesem Tage unterzeichnete Napoleon auch seine bedingungslose Abdankung in Fontainebleau.
In der Nacht vom 12. April 1814 auf den 13. April 1814 unternahm Napoleon einen vergeblichen Selbstmordversuch mit Gift, das er seit dem Brand von Moskau angeblich immer bei sich führte. Das Gift war fast wirkungslos.
Am 13. April 1814 ratifizierte Napoleon den Vertrag von Fontainebleau. Am 20. April 1814 reiste er nach Elba ab.